# Căsătorie civilă
Căsătoria civilă reprezintă conceptul legal de căsătorie ca instituție a codului civil, indiferent de apartenența religioasă, în conformitate cu legislația țării în care are loc. Căsătoria civilă se încheie în general la un ofițer al stării civile. Există și excepții care permit încheierea căsătoriei de către alte persoane (de exemplu căpitanul unui vapor sau aeronave).
Căsătoria se încheie de către ofițerul de stare civilă la sediul serviciului public comunitar local de evidență a persoanelor, al primăriei în a cărei rază de competență teritorială își are domiciliul ori reședința unul dintre viitorii soți sau, după caz, la un sediu destinat acestui scop, stabilit de primarul unității administrativ-teritoriale respective.